# Brittney Reese
Brittney Reese (9 de setembre de 1986, Gulfport, Mississipi, Estats Units) és una atleta estatunidenca de salt de longitud, ja retirada. En la seva carrera atlètica va guanyar 3 medalles als Jocs Olímpics, entre les quals 1 medalla d'or als Jocs Olímpics de Londres 2012. A més, va guanyar 4 medalles d'or als Campionats del Món. Reese continua tenint el rècord nord-americà de salt de llargada en pista coberta, amb una marca de 7.23m aconseguir al Campionat del Món d'Istanbul 2012.

## Biografia
El 23 d'agost del 2009 es va proclamar campiona del món en aquesta disciplina en el Campionat del món celebrat en Berlín, Alemanya, i va revalidar el títol en Daegu 2011. L'11 d'agost de 2013 va guanyar el seu tercer títol mundial consecutiu en Moscou 2013, que sumat als mundials en pista coberta de Doha 2010 i Istanbul 2012, i a l'or olímpic que va aconseguir en Londres 2012, suma sis ors consecutius en grans campionats, sent la primera atleta en la història que ho aconsegueix.
La seva ratxa a l'aire lliure es va truncar al mundial de Pequín 2015 on va quedar eliminada en la qualificació i no va disputar la final. Posteriorment va aconseguir un nou or al Mundial en pista coberta de 2016 a Portland.

## Marques personals
| Prova            | Prova            | Marca             | Lloc     | Data                |
| ---------------- | ---------------- | ----------------- | -------- | ------------------- |
| Salt de longitud | a l'aire lliure  | 7,31 m (+1,7 m/s) | Eugene   | 2 de juliol de 2016 |
| Salt de longitud | en pista coberta | 7,23 m NR         | Istanbul | 11 de març de 2012  |